# Tayasir
Tayasir, en arabe : تياسير, est un village du gouvernorat de Tubas en Palestine, situé au nord-est de la Cisjordanie, à 3 km au nord-est de Tubas.
Selon le recensement du bureau central palestinien des statistiques, la localité compte une population de 2 878 habitants en 2017.